# Bericap

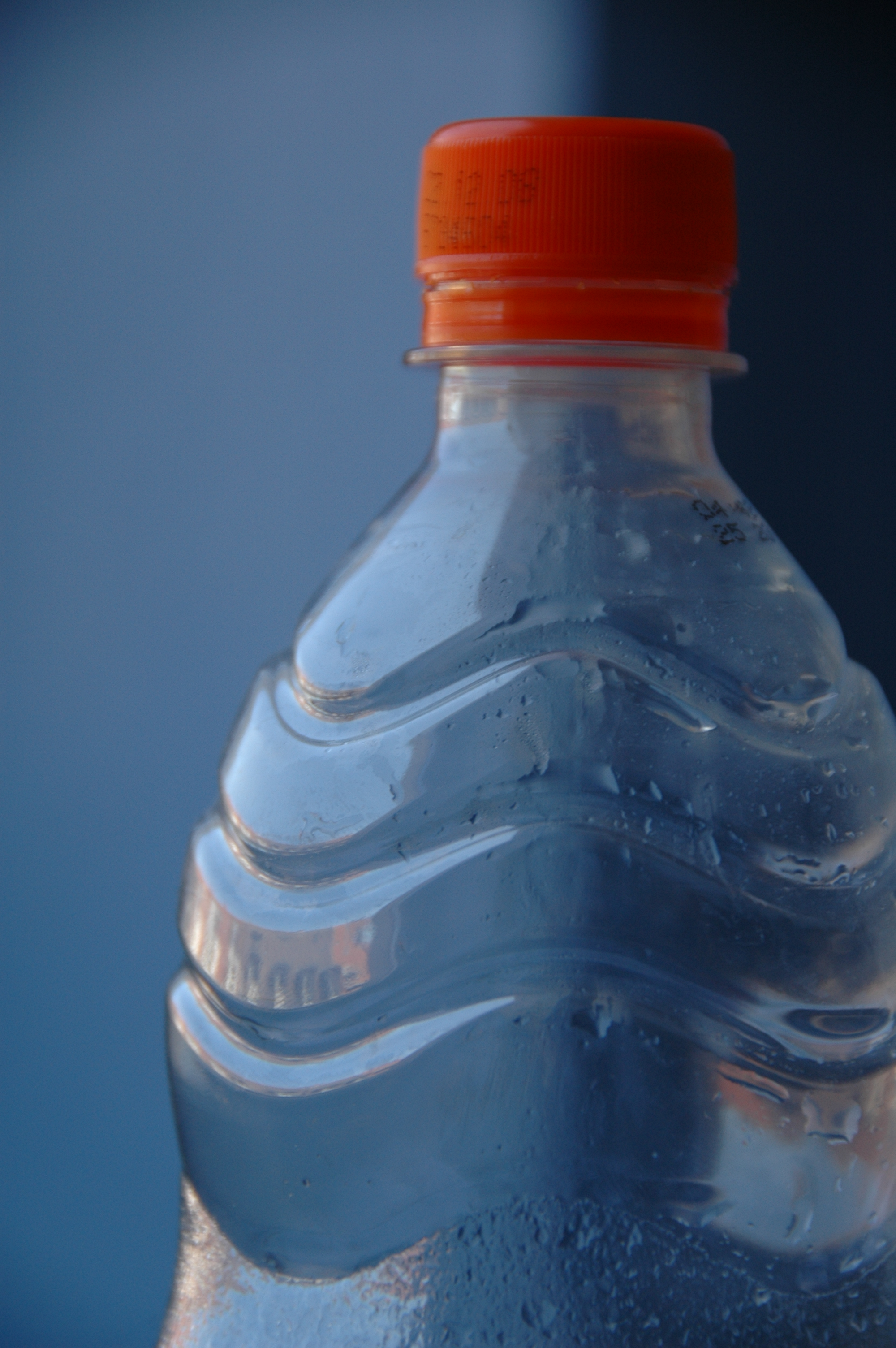
Petflasche mit Kunststoff-Schraubverschluss

Die BERICAP Group ist ein Hersteller von Kunststoffschraubverschlüssen mit Stammsitz in Budenheim bei Mainz. Die BERICAP-Gruppe beschäftigt über 4.400 Mitarbeiter an 31 Standorten in 24 Ländern (Stand: 2024).
Das Unternehmen fertigt Kunststoffverschlüsse und Aluminiumverschlüsse für Verpackungsmärkte im Bereich Beverage (Getränke), Food (Lebensmittel) und Industrials (beispielsweise Automobile, Pharma).

## Geschichte
1926 gründete Jacob Berg die Jacob Berg GmbH & Co zur Herstellung von Blechdosen. Der spätere Inhaber Adam Krautkrämer war 1945–1946 Präsident der IHK für Rheinhessen. Krautkrämer hatte 1948 maßgebend dazu beigetragen, den ersten deutschen Katholikentag in Mainz zu finanzieren. Krautkrämer, Mitglied des „Großen Mainzer Carnevalsausschuss“, nutzte das Werkzeug mit dem zwei Jahre zuvor die Wappenschilde für den ersten Nachkriegskatholikentag hergestellt wurden zur Einführung des ersten Mainzer Zugplakettchens. Das erste Motiv war der Bajazz mit Laterne und Marotte. Seit 1987 konzentriert sich das Unternehmen auf die Produktion von Kunststoffverschlüssen, deren Verkauf heute 100 Prozent des Absatzes ausmacht.
1996 benannte sich das Unternehmen in BERICAP um.
2020 wurde die Mala Verschluss-Systeme GmbH in Schweina übernommen. Diese stellt an zwei Standorten Aluminiumdrehverschlüsse her. Sie firmiert heute unter dem Namen BERICAP Aluminium GmbH.

## Umsatz
Der weltweite Umsatz betrug im Jahr 2017 rund 800 Millionen Euro. Im Jahr 2023 lag der Umsatz bei 1,2 Milliarden Euro.